# Leon Išpan
Leon Išpan (16. svibnja 2000.), hrvatski reprezentativni kajakaš i kanuist. Član je Kanu kluba Končar iz Zagreba.
Godine 2017. na svjetskom juniorskom i prvenstvu mlađih seniora svjetski juniorski prvak postao je kao dio posade Leon Išpan/Matej Zonjić/Luka Zubčić u ekipnoj utrci u disciplini sprint 3xC1.